# Velkovrhia
Velkovrhia is een geslacht van neteldieren uit de  familie van de Bougainvilliidae.

## Soort
- Velkovrhia enigmatica Matjasic & Sket, 1971